# Црвено, бело и краљевски плаво (филм)
Црвено, бело и краљевски плаво (енгл. Red, White & Royal Blue) јесте америчка романтична комедија са ЛГБТ+ тематиком из 2023. године. Режију потписује Метју Лопез, који је саставио сценарио заједно са Тедом Малавером, док главне улоге тумаче Тејлор Захар Перез и Николас Голицин. Темељи се на истоименом роману Кејси Маквистон.
Године 2019, Amazon Studios је најавио развој филма са Грегом Берлантијем као продуцентом. Лопез је најављен као редитељ и косценариста са Малавером 2021. Кастинг је почео у јуну 2022. године. Истог месеца, Захар Перез и Голицин су најављени као главни глумци, док је Ума Терман најављена за споредну улогу. Већина преосталих глумаца је објављена следећег месеца. Снимање је одржано у Енглеској између јуна и августа 2022. године.
Премијера је одржана 22. јула 2023. године у BFI IMAX у Лондону, док га је Amazon Prime Video потом објавио 11. августа исте године.

## Радња
Алекс Клермонт Дијаз, син Елен Клермонт, прве жене на функцији председнице Сједињених Држава, која се поново кандидује, присуствује краљевском венчању принца Филипа са својом најбољом пријатељицом Нором Холеран, унуком потпредседника. Алекс мрзи принца Хенрија, унука краља и Филиповог брата. Током пријема, он се сукобљава са Хенријем, где свадбена торта падне на њих. Инцидент је фотографисан и нашироко медијски пропраћен.
Да би свели на минимум последице инцидента, посебно док Елен Клермонт треба да води кампању за други мандат, Алекс и Хенри су приморани да дају низ интервјуа и посета јавности, представљајући се као пријатељи. Алекс касније признаје Хенрију да је почео да га мрзи након што га је Хенри одбио на његовом првом јавном појављивању као председницином сину. Хенри открива да му није дато простора да тугује због очеве смрти, због чега јеодбио да разговара. Њих двоје се мире, касније размењују бројеве и брзо постају пријатељи.
На Алексовој новогодишњој забави, Хенри бежи са забаве након што је видео Алекса како љуби више девојака у поноћ, а Алекс га прати. Хенри је потом пољубио Алекса и отишао, али му након тога игнорише поруке. Након што се поверио Нори, Алекс схвата да Хенри мора да гаји осећања према њему, што касније схвата да и он има.
Седмицама касније, на Председничкој вечери, Алекс се коначно поново састаје са Хенријем, с којим се љуби и касније се кресну. Пар наставља да се тајно виђа, а за њихову везу знају само Беатрис (Хенријева сестра), Нора и Тајна служба.
Радећи по плану који је Алекс направио да преокрене Тексас на предстојећим изборима, Елен га шаље тамо да тамо води њену кампању. Хенри га посећује једне ноћи и њих двојца имају секс. Јутро након тога, Захра, заменица шефа особља Беле куће, открива да су њих двоје заједно и грди пар, захтевајући од Хенрија да се врати у Енглеску. Алекс се касније аутује Елен, која га подржава, али му говори да се увери да је озбиљан у вези са Хенријем с обзиром на међународне импликације њихове везе.
Алекс позива Хенрија у викендицу његовог оца у Остину, где он почиње да исповеда своју љубав према њему. Хенри, знајући да не може отворено да буде заљубљен у Алекса због његових очекивања као члана краљевске породице, изненада одлази и поново игнорише његове поруке и позиве. Фрустриран, Алекс одлази у Лондон да види Хенрија и да тражи одговоре. Хенри на сличан начин изражава своју љубав према Алексу, али признаје да, као члан краљевске породице, не може отворено да буде свој. Алекс га уверава да се могу волети под сопственим условима и њих двоје се помире.
Следећег јутра, лични имејлови Алекса и Хенрија процуре у штампу. Приморани су да прекину међусобни контакт док Захра не контактира Шана, Хенријевог коњаника, са којим је Захра у тајној вези. Алекс одмах лети у Лондон да се поново уједини са Хенријем. Краљ их позива на састанак и говори им да, иако верује да је њихова љубав стварна, не могу бити заједно јер је веза у супротности са традиционалном сликом круне. Алекс и Хенри, међутим, примећују гомилу људи која се окупила испред Бакингемске палате у знак подршке Хенрију и Алексу. Охрабрени, заједно излазе напоље, поздрављајући јавност као пар.
Нешто касније, Алексов план да преокрене Тексас на изборима резултира Еленином реизбором за место председнице. Да би прославили, Алекс и Хенри посећују Алексов дом из детињства.

## Улоге
- Тејлор Захар Перез као Алекс Клермонт Дијаз, син председнице Сједињених Држава[2]
- Николас Голицин као Хенри, принц Уједињеног Краљевства[2]
- Ума Терман као Елен Клермонт, прва жена на функцији председника Сједињених Држава[2]
- Стивен Фрај као краљ Џејмс III, деда принца Хенрија[3]
- Сара Шахи као Захра Бенкстон, заменица шефа кабинета председнице Клермонт[2]
- Рејчел Хилсон као Нора Холеран, Алексова најбоља пријатељица и унука потпредседника Сједињених Држава[2]
- Ели Бамбер као принцеза Беатрис, млађа сестра принца Хенрија[2]
- Малколм Атобра као Перси „Пез” Оконјо, најбољи пријатељ принца Хенрија[4]
- Клифтон Колинс Млађи као конгресмен Оскар Дијаз, Алексов отац[5]
- Анеш Шет као Ејми Гупта, агенткиња тајне службе[5][6]
- Акшеј Кана као Шан Шривистава, коњаник принца Хенрија
- Шерон Д. Кларк као премијерка Уједињеног Краљевства
- Томас Флин као принц Филип, старији брат принца Хенрија[7]
- Хуан Кастано као Мигел Рамос, новинар који се бави политиком и Алексова бивша шема
- Доналд Сејџ Мекеј као Џефри Ричардс, кандидат за изборе против председнице Клермонт

Поред тога, Рејчел Медоу и Џој Рид се појављују као оне саме. Кејси Маквистон, аутор истоименог романа, наступа у камео улози као писац говора за председницу Клермонт.

## Продукција

### Развој
У априлу 2019. објављено је да је Amazon Studios победио на аукцији за филмска права на роман Црвено, бело и краљевски плаво, који ће производити Berlanti Productions преко своје подружнице Berlanti-Schechter Films. У октобру 2021. објављено је да је Метју Лопез ангажован да режира и поново напише нацрт сценарија Теда Малавера.

### Кастинг
У јуну 2022. Тејлор Захар Перез и Николас Голицин најављени су за главне улоге у филму, глумећи Алекса Клермонт Дијаза и принца Хенрија. Потврђено је да Ума Терман глуми Елен Клермонт. Потом је најављено да ће се Клифтон Колинс Млађи, Стивен Фрај, Сара Шахи, Рејчел Хилсон, Ели Бамбер, Анеш Шет, Поло Морин, Ахмед Елхај и Акшај Кана такође придружити глумачкој постави. Продукција је почела у Уједињеном Краљевству истог месеца. У јулу 2022. су упослени и Шерон Д. Кларк, Малколм Атобра и Томас Флин.

### Снимање
Снимање је започело у Уједињеном Краљевству у јуну 2022. и завршило се августа исте године.

## Музика
Drum & Lace је компоновао музику за филм. Саундтрек је задат 11. августа 2023. за Lakeshore Records.
На албуму се налазе песме извођача Вагабона и Оливера Сима. If I Loved You Вагабона је објављен као промотивни сингл 26. јула 2023. Реч је о обради истоимене песме из мјузикла Карусел. Дана 3. августа уследила је Симова песма Fruit (Red, White & Royal Blue Version), односно оркестарска верзија његове истоимене песме са албума Hideous Bastard из 2022. године.
Списак песама
Аутор(и) свих текстова и песама: Drum & Lace, осим тамо где је назначено другачије. 
| №               | Назив                                                | Аутор(и)                             | Продуцент(и)                         | Трајање |  |
| 1.              | If I Loved You (Вагабон)                             | Оскар Хамерстејн IIРичард Роџерс       | Вагабон                              | 2.52    |  |
| 2.              | Buckingham Palace                                    |                                      |                                      | 1.38    |  |
| 3.              | Anxious Alex                                         |                                      |                                      | 0.33    |  |
| 4.              | Press Day                                            |                                      |                                      | 2.27    |  |
| 5.              | Soft Side                                            |                                      |                                      | 1.00    |  |
| 6.              | Later Your Majesty                                   |                                      |                                      | 0.48    |  |
| 7.              | Text Bants                                           |                                      |                                      | 1.36    |  |
| 8.              | First Kiss                                           |                                      |                                      | 1.11    |  |
| 9.              | Red Room                                             |                                      |                                      | 1.00    |  |
| 10.             | Or I’ll Else I’ll Vanish                             |                                      |                                      | 1.15    |  |
| 11.             | In Good Hands                                        |                                      |                                      | 3.02    |  |
| 12.             | Pillow Talk                                          |                                      |                                      | 1.05    |  |
| 13.             | Twenty-Seven                                         |                                      |                                      | 1.06    |  |
| 14.             | Texas                                                |                                      |                                      | 2.16    |  |
| 15.             | I’m Coming In                                        |                                      |                                      | 1.50    |  |
| 16.             | Dear Henry                                           |                                      |                                      | 1.22    |  |
| 17.             | Lost in a Moment                                     |                                      |                                      | 1.18    |  |
| 18.             | Dive Deep                                            |                                      |                                      | 1.03    |  |
| 19.             | Tell Me to Leave                                     |                                      |                                      | 2.10    |  |
| 20.             | Museum                                               |                                      |                                      | 1.26    |  |
| 21.             | Runway Goodbyes                                      |                                      |                                      | 0.46    |  |
| 22.             | Leaked Emails                                        |                                      |                                      | 2.03    |  |
| 23.             | No Turning Back                                      |                                      |                                      | 1.45    |  |
| 24.             | Election Night                                       |                                      |                                      | 2.20    |  |
| 25.             | Openhearted Fearless and Alive                       |                                      |                                      | 1.07    |  |
| 26.             | We Won                                               |                                      |                                      | 1.11    |  |
| 27.             | Fruit (Red, White & Royal Blue Version) (Оливер Сим) | Алекс Перинџер Џејмс Смит Оливер Сим | Кејси Манијерка Квејл Нејтан Џенкинс | 2.49    |  |
| Укупно трајање: | Укупно трајање:                                      | Укупно трајање:                      | Укупно трајање:                      | 43.10   |  |

## Приказивање
Премијера је приказана 22. јула 2023. године у BFI IMAX у Лондону, међутим без чланова глумачке поставе због штрајка САГ-АФТРА 2023. Метју Лопез је био једини присутан члан продукције, али није прошао црвеним тепихом, нити је дао интервјуе јер је такође штрајковао као члан Удружења писаца Америке.
Видео-стриминг платформа Amazon Prime Video објавила га је 11. августа 2023. године.

## Критике

### Публика
Доспео је на врх светске топ-листе на платформи Prime Video током викенда премијере. Према предузећу Amazon, ушао је у прве 3 најгледаније романтичне комедије на тој платформи икад у првој седмици од кад је објављен. Сајт за прикупљање рецензија Rotten Tomatoes пријавио је проценат одобравања од 94% од публике на основу више од 2.500 рецензија, са просечном оценом од 4,7/5. Консензус публике на сајту гласи „Слатка и духовита ром-ком са паром шармантних звезда, [филм] Црвено, бело и краљевски плаво ће вас оставити са жељом за наставак чим се филм заврши”. Публика на сајту Metacritic, који користи пондерисани просек, доделила је филму оцену 6,2/10 на основу 56 оцена публике, што указује на „генерално повољне критике”.

### Критичари
Сајт за прикупљање рецензија Rotten Tomatoes пријавио је проценат одобравања од 77% на основу 104 рецензије критичара, са просечном оценом од 6,4/10. Консензус кризичара сајта гласи: „Забаван и симпатичан, [филм] Црвено, бело и краљевски плаво је весело формулисани ром-ком који обухвата инклузију без ослањања на стереотипе”. Критичари на сајту Metacritic, који користи пондерисани просек, доделили су филму оцену 62 од 100 на основу 25 критика критичара, што указује на „генерално повољне критике”.